# Convocazioni per il campionato europeo maschile under 21 di calcio 2013
Solo i giocatori nati dopo il 1º gennaio 1990 sono selezionabili.

## Gruppo A

### Inghilterra
Commissario tecnico: Stuart Pearce
La squadra è stata annunciata il 14 maggio 2013. Callum McManaman del Wigan ha subito però un infortunio ed è stato sostituito da Nathan Delfouneso. Andros Townsend e Luke Shaw sono stati sostituiti da Nathan Redmond e Jack Robinson, rispettivamente a causa di una rinuncia e di un infortunio.
| N. | Pos. | Giocatore          | Data nascita (età)          | Pres. | Reti | Squadra              |
| -- | ---- | ------------------ | --------------------------- | ----- | ---- | -------------------- |
| 1  | P    | Jack Butland       | 10 marzo 1993 (20 anni)     | 9     | 0    | Stoke City           |
| 2  | D    | Nathaniel Clyne    | 5 aprile 1991 (22 anni)     | 6     | 0    | Southampton          |
| 3  | D    | Adam Smith         | 29 aprile 1991 (22 anni)    | 10    | 0    | Tottenham Hotspur    |
| 4  | D    | Steven Caulker     | 29 dicembre 1991 (21 anni)  | 8     | 2    | Tottenham Hotspur    |
| 5  | D    | Andre Wisdom       | 9 maggio 1993 (20 anni)     | 5     | 0    | Liverpool            |
| 6  | D    | Craig Dawson       | 6 maggio 1990 (23 anni)     | 13    | 5    | West Bromwich Albion |
| 7  | D    | Tom Lees           | 18 novembre 1990 (22 anni)  | 5     | 0    | Leeds United         |
| 8  | C    | Jordan Henderson   | 17 giugno 1990 (22 anni)    | 24    | 4    | Liverpool            |
| 9  | D    | Jack Robinson      | 1º settembre 1993 (19 anni) | 4     | 1    | Liverpool            |
| 10 | D    | Jason Lowe         | 2 settembre 1991 (21 anni)  | 9     | 0    | Blackburn            |
| 11 | C    | Danny Rose         | 2 luglio 1990 (22 anni)     | 27    | 3    | Tottenham Hotspur    |
| 12 | D    | Nathaniel Chalobah | 12 dicembre 1994 (18 anni)  | 4     | 0    | Chelsea              |
| 13 | P    | Jason Steele       | 18 agosto 1990 (22 anni)    | 6     | 0    | Middlesbrough        |
| 14 | C    | Josh McEachran     | 1º marzo 1993 (20 anni)     | 11    | 1    | Chelsea              |
| 15 | C    | Wilfried Zaha      | 10 novembre 1992 (20 anni)  | 7     | 1    | Manchester United    |
| 16 | C    | Tom Ince           | 30 gennaio 1992 (21 anni)   | 6     | 2    | Blackpool            |
| 17 | C    | Henri Lansbury     | 12 ottobre 1990 (22 anni)   | 16    | 5    | Nottingham Forest    |
| 18 | C    | Jonjo Shelvey      | 27 febbraio 1992 (21 anni)  | 9     | 3    | Liverpool            |
| 19 | C    | Nathan Redmond     | 6 marzo 1994 (19 anni)      | 0     | 0    | Birmingham City      |
| 20 | A    | Nathan Delfouneso  | 2 febbraio 1991 (22 anni)   | 16    | 4    | Aston Villa          |
| 21 | A    | Marvin Sordell     | 17 febbraio 1991 (22 anni)  | 12    | 3    | Bolton Wanderers     |
| 22 | A    | Connor Wickham     | 31 marzo 1993 (20 anni)     | 13    | 5    | Sunderland           |
| 23 | P    | Declan Rudd        | 16 gennaio 1991 (22 anni)   | 1     | 0    | Norwich City         |

### Israele
Commissario tecnico: Guy Luzon
| N. | Pos. | Giocatore            | Data nascita (età)         | Pres. | Reti | Squadra             |
| -- | ---- | -------------------- | -------------------------- | ----- | ---- | ------------------- |
| 1  | P    | Boris Klaiman        | 26 ottobre 1990 (22 anni)  | 17    | 0    | Hapoel Tel Aviv     |
| 2  | D    | Eli Dasa             | 3 dicembre 1992 (20 anni)  | 12    | 2    | Beitar Gerusalemme  |
| 3  | D    | Ofir Davidzada       | 5 maggio 1991 (22 anni)    | 12    | 0    | Hapoel Be'er Sheva  |
| 4  | D    | Ido Levy             | 31 luglio 1990 (22 anni)   | 11    | 0    | Maccabi Netanya     |
| 5  | D    | Ben Vehava           | 27 marzo 1992 (21 anni)    | 4     | 0    | Hapoel Be'er Sheva  |
| 6  | C    | Marwan Kabha         | 2 novembre 1991 (21 anni)  | 16    | 3    | Maccabi Petah Tikva |
| 7  | C    | Yisrael Zaguri       | 29 gennaio 1990 (23 anni)  | 4     | 0    | Hapoel Ramat Gan    |
| 8  | C    | Nir Biton (capitano) | 30 ottobre 1991 (21 anni)  | 17    | 1    | Ashdod              |
| 9  | A    | Mohammed Kalibat     | 15 giugno 1990 (22 anni)   | 14    | 4    | Bnei Sakhnin        |
| 10 | C    | Eyal Golasa          | 7 ottobre 1991 (21 anni)   | 17    | 1    | Maccabi Haifa       |
| 11 | A    | Moanes Dabour        | 14 maggio 1992 (21 anni)   | 10    | 4    | Maccabi Tel Aviv    |
| 12 | D    | Adi Gotlieb          | 16 agosto 1992 (20 anni)   | 5     | 0    | Hapoel Akko         |
| 13 | D    | Taleb Tawatha        | 21 giugno 1992 (20 anni)   | 5     | 0    | Maccabi Haifa       |
| 14 | A    | Orr Barouch          | 21 novembre 1991 (21 anni) | 8     | 4    | Bnei Yehuda         |
| 15 | A    | Alon Turgeman        | 6 settembre 1991 (21 anni) | 7     | 0    | Maccabi Haifa       |
| 16 | D    | Ofer Verta           | 23 maggio 1990 (23 anni)   | 9     | 0    | Ashdod              |
| 17 | C    | Sintayehu Sallallich | 1º gennaio 1991 (22 anni)  | 8     | 1    | Ironi Kiryat Shmona |
| 18 | P    | Barak Levi           | 7 gennaio 1993 (20 anni)   | 0     | 0    | Maccabi Tel Aviv    |
| 19 | C    | Ahad Azam            | 14 gennaio 1992 (21 anni)  | 6     | 0    | Hapoel Haifa        |
| 20 | D    | Omri Ben Harush      | 7 marzo 1990 (23 anni)     | 16    | 0    | Maccabi Netanya     |
| 21 | C    | Omri Altman          | 23 marzo 1994 (19 anni)    | 10    | 4    | Fulham              |
| 22 | C    | Ofir Kriaf           | 17 marzo 1991 (22 anni)    | 8     | 1    | Beitar Gerusalemme  |
| 23 | P    | Arik Yanko           | 21 dicembre 1991 (21 anni) | 0     | 0    | Hakoah Ramat Gan    |

### Italia
Commissario tecnico: Devis Mangia
La squadra è stata annunciata il 26 maggio 2013. Presenze e marcature aggiornate al 17 maggio 2013.
| N. | Pos. | Giocatore                 | Data nascita (età)          | Pres. | Reti | Squadra             |
| -- | ---- | ------------------------- | --------------------------- | ----- | ---- | ------------------- |
| 1  | P    | Francesco Bardi           | 18 gennaio 1992 (21 anni)   | 13    | 0    | Novara              |
| 2  | D    | Giulio Donati             | 5 febbraio 1990 (23 anni)   | 19    | 0    | Grosseto            |
| 3  | D    | Cristiano Biraghi         | 1º settembre 1992 (20 anni) | 5     | 0    | Cittadella          |
| 4  | C    | Marco Verratti            | 5 novembre 1992 (20 anni)   | 3     | 0    | Paris Saint-Germain |
| 5  | D    | Marco Capuano             | 14 ottobre 1991 (21 anni)   | 17    | 0    | Pescara             |
| 6  | D    | Luca Caldirola (capitano) | 1º febbraio 1991 (22 anni)  | 26    | 1    | Cesena              |
| 7  | C    | Alessandro Florenzi       | 11 marzo 1991 (22 anni)     | 13    | 4    | Roma                |
| 8  | C    | Luca Marrone              | 28 marzo 1990 (23 anni)     | 30    | 1    | Juventus            |
| 9  | A    | Ciro Immobile             | 20 febbraio 1990 (23 anni)  | 12    | 7    | Genoa               |
| 10 | C    | Lorenzo Insigne           | 4 giugno 1991 (22 anni)     | 11    | 6    | Napoli              |
| 11 | A    | Manolo Gabbiadini         | 26 novembre 1991 (21 anni)  | 19    | 10   | Bologna             |
| 12 | P    | Simone Colombi            | 1º luglio 1991 (21 anni)    | 2     | 0    | Modena              |
| 13 | D    | Matteo Bianchetti         | 18 gennaio 1993 (20 anni)   | 4     | 0    | Hellas Verona       |
| 14 | A    | Mattia Destro             | 20 marzo 1991 (22 anni)     | 14    | 5    | Roma                |
| 15 | A    | Nicola Sansone            | 10 settembre 1991 (21 anni) | 2     | 0    | Parma               |
| 16 | C    | Andrea Bertolacci         | 11 gennaio 1991 (22 anni)   | 6     | 0    | Genoa               |
| 17 | A    | Alberto Paloschi          | 4 gennaio 1990 (23 anni)    | 28    | 9    | Chievo              |
| 18 | C    | Riccardo Saponara         | 21 dicembre 1991 (21 anni)  | 19    | 2    | Empoli              |
| 19 | D    | Vasco Regini              | 9 settembre 1990 (22 anni)  | 2     | 0    | Empoli              |
| 20 | A    | Fabio Borini              | 29 marzo 1991 (22 anni)     | 15    | 4    | Liverpool           |
| 21 | C    | Fausto Rossi              | 3 dicembre 1990 (22 anni)   | 20    | 1    | Brescia             |
| 22 | P    | Nicola Leali              | 30 giugno 1993 (19 anni)    | 0     | 0    | Virtus Lanciano     |
| 23 | C    | Marco Crimi               | 17 marzo 1990 (23 anni)     | 9     | 0    | Grosseto            |

### Norvegia
La squadra è stata annunciata il 22 maggio 2013. Alexander Groven è stato escluso dalla squadra a causa di un infortunio in data 27 maggio, venendo sostituito da Markus Henriksen.

Markus Henriksen, Håvard Nordtveit, Valon Berisha e Joshua King sono stati convocati anche dalla Nazionale maggiore in vista della gara valida per le qualificazioni al campionato del mondo 2014 contro l'Albania del 7 giugno, saltando così le prime partite che verranno disputate dalla formazione Under-21.

Commissario tecnico: Tor Ole Skullerud
| N. | Pos. | Giocatore                    | Data nascita (età)          | Pres. | Reti | Squadra                  |
| -- | ---- | ---------------------------- | --------------------------- | ----- | ---- | ------------------------ |
| 1  | P    | Arild Østbø                  | 19 aprile 1991 (22 anni)    | 17    | 0    | Strømmen                 |
| 2  | D    | Martin Linnes                | 20 settembre 1991 (21 anni) | 5     | 0    | Molde                    |
| 3  | D    | Thomas Rogne                 | 29 giugno 1990 (22 anni)    | 15    | 2    | Celtic                   |
| 4  | D    | Stefan Strandberg (capitano) | 25 luglio 1990 (22 anni)    | 21    | 0    | Rosenborg                |
| 5  | D    | Vegar Eggen Hedenstad        | 26 giugno 1991 (21 anni)    | 20    | 0    | Friburgo                 |
| 6  | D    | Omar Elabdellaoui            | 5 dicembre 1991 (21 anni)   | 11    | 1    | Eintracht Braunschweig   |
| 7  | C    | Harmeet Singh                | 12 novembre 1990 (22 anni)  | 35    | 4    | Feyenoord                |
| 8  | A    | Jo Inge Berget               | 11 settembre 1990 (22 anni) | 19    | 5    | Molde                    |
| 9  | C    | Valon Berisha                | 7 febbraio 1993 (20 anni)   | 11    | 2    | Salisburgo               |
| 10 | A    | Marcus Pedersen              | 8 giugno 1990 (22 anni)     | 17    | 6    | Odense                   |
| 11 | A    | Håvard Nielsen               | 15 luglio 1993 (19 anni)    | 7     | 3    | Salisburgo               |
| 12 | P    | Ørjan Nyland                 | 10 settembre 1990 (22 anni) | 5     | 0    | Molde                    |
| 13 | C    | Markus Henriksen             | 25 luglio 1992 (20 anni)    | 8     | 2    | AZ Alkmaar               |
| 14 | D    | Fredrik Semb Berge           | 6 febbraio 1990 (23 anni)   | 9     | 0    | Odd                      |
| 15 | C    | Håvard Nordtveit             | 21 giugno 1990 (22 anni)    | 21    | 1    | Borussia Mönchengladbach |
| 16 | C    | Yann-Erik de Lanlay          | 14 maggio 1992 (21 anni)    | 8     | 1    | Viking                   |
| 17 | C    | Anders Konradsen             | 18 luglio 1990 (22 anni)    | 12    | 1    | Rennes                   |
| 18 | C    | Magnus Wolff Eikrem          | 8 agosto 1990 (22 anni)     | 8     | 1    | Molde                    |
| 19 | A    | Flamur Kastrati              | 14 novembre 1991 (21 anni)  | 10    | 3    | Erzgebirge Aue           |
| 20 | C    | Stefan Johansen              | 8 gennaio 1991 (22 anni)    | 3     | 0    | Strømsgodset             |
| 21 | A    | Joshua King                  | 15 gennaio 1992 (21 anni)   | 6     | 1    | Blackburn                |
| 22 | C    | Abdisalam Ibrahim            | 1º maggio 1991 (22 anni)    | 11    | 0    | Strømsgodset             |
| 23 | P    | Gudmund Kongshavn            | 23 gennaio 1991 (22 anni)   | 0     | 0    | Vålerenga                |

## Gruppo B

### Germania
Commissario tecnico: Rainer Adrion
| N. | Pos. | Giocatore             | Data nascita (età)          | Pres. | Reti | Squadra                  |
| -- | ---- | --------------------- | --------------------------- | ----- | ---- | ------------------------ |
| 1  | P    | Bernd Leno            | 4 marzo 1992 (21 anni)      | 7     | 0    | Bayer Leverkusen         |
| 2  | D    | Tony Jantschke        | 7 aprile 1990 (23 anni)     | 15    | 0    | Borussia Mönchengladbach |
| 3  | D    | Stefan Thesker        | 11 aprile 1991 (22 anni)    | 4     | 0    | Hoffenheim               |
| 4  | D    | Lasse Sobiech         | 18 gennaio 1991 (22 anni)   | 15    | 2    | Greuther Fürth           |
| 5  | D    | Shkodran Mustafi      | 17 aprile 1992 (21 anni)    | 1     | 0    | Sampdoria                |
| 6  | C    | Sebastian Rudy        | 28 febbraio 1990 (23 anni)  | 20    | 3    | Hoffenheim               |
| 7  | C    | Patrick Funk          | 11 febbraio 1990 (23 anni)  | 14    | 1    | St. Pauli                |
| 8  | C    | Sebastian Rode        | 11 ottobre 1990 (22 anni)   | 3     | 0    | Eintracht Francoforte    |
| 9  | A    | Kevin Volland         | 30 luglio 1992 (20 anni)    | 7     | 3    | Hoffenheim               |
| 10 | C    | Lewis Holtby          | 18 settembre 1990 (22 anni) | 21    | 13   | Tottenham Hotspur        |
| 11 | A    | Peniel Mlapa          | 20 febbraio 1991 (22 anni)  | 20    | 8    | Borussia Mönchengladbach |
| 12 | P    | Oliver Baumann        | 2 giugno 1990 (23 anni)     | 9     | 0    | Friburgo                 |
| 13 | D    | Matthias Ginter       | 19 gennaio 1994 (19 anni)   | 0     | 0    | Friburgo                 |
| 14 | A    | Sebastian Polter      | 1º aprile 1991 (22 anni)    | 8     | 4    | Norimberga               |
| 15 | D    | Sead Kolašinac        | 20 giugno 1993 (19 anni)    | 0     | 0    | Schalke 04               |
| 16 | D    | Oliver Sorg           | 29 maggio 1990 (23 anni)    | 3     | 0    | Friburgo                 |
| 17 | D    | Antonio Rüdiger       | 3 marzo 1993 (20 anni)      | 2     | 0    | Stoccarda                |
| 18 | C    | Patrick Herrmann      | 12 febbraio 1991 (22 anni)  | 11    | 2    | Borussia Mönchengladbach |
| 19 | C    | Christian Clemens     | 4 agosto 1991 (21 anni)     | 2     | 0    | Colonia                  |
| 20 | C    | Christoph Moritz      | 27 gennaio 1990 (23 anni)   | 7     | 0    | Schalke 04               |
| 21 | A    | Pierre-Michel Lasogga | 15 dicembre 1991 (21 anni)  | 9     | 4    | Hertha Berlino           |
| 22 | C    | Emre Can              | 12 gennaio 1994 (19 anni)   | 0     | 0    | Bayern Monaco            |
| 23 | P    | Timo Horn             | 12 maggio 1993 (20 anni)    | 0     | 0    | Colonia                  |

### Olanda
Commissario tecnico: Cor Pot. Jürgen Locadia del PSV si è infortunato ed è stato sostituito da Danny Hoesen dell'Ajax in data 27 maggio.
| N. | Pos. | Giocatore           | Data nascita (età)         | Pres. | Reti | Squadra                  |
| -- | ---- | ------------------- | -------------------------- | ----- | ---- | ------------------------ |
| 1  | P    | Jeroen Zoet         | 6 gennaio 1991 (22 anni)   | 18    | 0    | RKC Waalwijk             |
| 2  | D    | Ricardo van Rhijn   | 13 giugno 1991 (21 anni)   | 6     | 0    | Ajax                     |
| 3  | D    | Stefan de Vrij      | 5 febbraio 1992 (21 anni)  | 9     | 0    | Feyenoord                |
| 4  | D    | Bruno Martins Indi  | 8 febbraio 1992 (21 anni)  | 5     | 0    | Feyenoord                |
| 5  | D    | Daley Blind         | 9 marzo 1990 (23 anni)     | 20    | 0    | Ajax                     |
| 6  | C    | Jordy Clasie        | 27 giugno 1991 (21 anni)   | 10    | 1    | Feyenoord                |
| 7  | A    | Florian Jozefzoon   | 9 febbraio 1991 (22 anni)  | 3     | 0    | RKC Waalwijk             |
| 8  | C    | Kevin Strootman     | 13 febbraio 1990 (23 anni) | 9     | 1    | PSV                      |
| 9  | A    | Luuk de Jong        | 27 agosto 1990 (22 anni)   | 15    | 4    | Borussia Mönchengladbach |
| 10 | C    | Adam Maher          | 20 luglio 1993 (19 anni)   | 7     | 1    | AZ Alkmaar               |
| 11 | A    | Ola John            | 19 maggio 1992 (21 anni)   | 5     | 0    | Benfica                  |
| 12 | C    | Kelvin Leerdam      | 24 giugno 1990 (22 anni)   | 18    | 1    | Feyenoord                |
| 13 | D    | Mike van der Hoorn  | 15 ottobre 1992 (20 anni)  | 2     | 0    | Utrecht                  |
| 14 | D    | Bram Nuytinck       | 4 maggio 1990 (23 anni)    | 22    | 2    | Anderlecht               |
| 15 | C    | Georginio Wijnaldum | 11 novembre 1990 (22 anni) | 21    | 8    | PSV                      |
| 16 | P    | Marco Bizot         | 10 marzo 1991 (22 anni)    | 6     | 0    | Groningen                |
| 17 | C    | Leroy Fer           | 5 gennaio 1990 (23 anni)   | 27    | 4    | Twente                   |
| 18 | C    | Marco van Ginkel    | 1º dicembre 1992 (20 anni) | 14    | 3    | Vitesse                  |
| 19 | C    | Tonny Vilhena       | 3 gennaio 1995 (18 anni)   | 2     | 1    | Feyenoord                |
| 20 | D    | Patrick van Aanholt | 29 agosto 1990 (22 anni)   | 15    | 0    | Vitesse                  |
| 21 | A    | Danny Hoesen        | 15 gennaio 1991 (22 anni)  | 1     | 1    | Ajax                     |
| 22 | A    | Memphis             | 13 febbraio 1994 (19 anni) | 1     | 0    | PSV                      |
| 23 | P    | Nick Marsman        | 1º ottobre 1990 (22 anni)  | 0     | 0    | Go Ahead Eagles          |

### Russia
Commissario tecnico: Nikolaj Pisarev
Andrej Panjukov ha sostituito Aleksandr Kokorin, infortunatosi al tendine d'Achille il 31 maggio 2013, e Aleksej Nikitin il 7 giugno 2013 ha sostituito Ivan Knjazev, infortunato al ginocchio.
| N. | Pos. | Giocatore          | Data nascita (età)          | Pres. | Reti | Squadra               |
| -- | ---- | ------------------ | --------------------------- | ----- | ---- | --------------------- |
| 1  | P    | Nikolaj Zabolotnyj | 16 aprile 1990 (23 anni)    | 19    | 0    | Rostov                |
| 2  | D    | Ibragim Callagov   | 12 dicembre 1990 (22 anni)  | 16    | 0    | Kryl'ja Sovetov       |
| 3  | D    | Georgij Ščennikov  | 27 aprile 1991 (22 anni)    | 18    | 1    | CSKA Mosca            |
| 4  | D    | Nikita Čičerin     | 18 agosto 1990 (22 anni)    | 16    | 0    | Dinamo Mosca          |
| 5  | D    | Taras Burlak       | 22 febbraio 1990 (23 anni)  | 14    | 2    | Lokomotiv Mosca       |
| 6  | C    | Jurij Kirillov     | 19 gennaio 1990 (23 anni)   | 14    | 1    | Dinamo Mosca          |
| 7  | C    | Sergej Petrov      | 2 gennaio 1991 (22 anni)    | 11    | 0    | Krasnodar             |
| 8  | C    | Oleg Šatov         | 29 luglio 1990 (22 anni)    | 15    | 3    | Anži                  |
| 9  | A    | Andrej Panjukov    | 25 settembre 1994 (18 anni) | 7     | 6    | Chimki                |
| 10 | A    | Fëdor Smolov       | 9 febbraio 1990 (23 anni)   | 27    | 14   | Anži                  |
| 11 | A    | Maksim Kanunnikov  | 14 luglio 1991 (21 anni)    | 18    | 3    | Amkar Perm'           |
| 12 | P    | Stanislav Kricjuk  | 1º dicembre 1990 (22 anni)  | 0     | 0    | Braga                 |
| 13 | D    | Sergej Bryzgalov   | 15 novembre 1992 (20 anni)  | 0     | 0    | Spartak Mosca         |
| 14 | A    | Pavel Jakovlev     | 7 aprile 1991 (22 anni)     | 22    | 2    | Spartak Mosca         |
| 15 | D    | Maksim Beljaev     | 30 settembre 1991 (21 anni) | 6     | 0    | Rostov                |
| 16 | P    | Aleksandr Fil'cov  | 2 gennaio 1990 (23 anni)    | 4     | 0    | Krasnodar             |
| 17 | A    | Denis Čeryšev      | 26 dicembre 1990 (22 anni)  | 14    | 6    | Real Madrid Castilla  |
| 18 | C    | Roman Emel'janov   | 8 maggio 1992 (21 anni)     | 1     | 0    | Illičivec'            |
| 19 | C    | Maksim Grigor'ev   | 6 luglio 1990 (22 anni)     | 8     | 1    | Lokomotiv Mosca       |
| 20 | C    | Šota Bibilov       | 6 agosto 1990 (22 anni)     | 10    | 3    | Volga Nižnij Novgorod |
| 21 | C    | Aleksandr Zotov    | 27 agosto 1990 (22 anni)    | 8     | 0    | Tom' Tomsk            |
| 22 | C    | Alan Dzagoev       | 17 giugno 1990 (22 anni)    | 0     | 0    | CSKA Mosca            |
| 23 | D    | Aleksej Nikitin    | 27 gennaio 1992 (21 anni)   | 7     | 0    | Enisej                |

### Spagna
Commissario tecnico: Julen Lopetegui
| N. | Pos. | Giocatore          | Data nascita (età)         | Pres. | Reti | Squadra           |
| -- | ---- | ------------------ | -------------------------- | ----- | ---- | ----------------- |
| 1  | P    | David de Gea       | 7 novembre 1990 (22 anni)  | 22    | 0    | Manchester United |
| 2  | D    | Martín Montoya     | 14 aprile 1991 (22 anni)   | 18    | 1    | Barcellona        |
| 3  | C    | Asier Illarramendi | 8 marzo 1990 (23 anni)     | 11    | 0    | Real Sociedad     |
| 4  | D    | Nacho              | 18 gennaio 1990 (23 anni)  | 5     | 0    | Real Madrid       |
| 5  | D    | Marc Bartra        | 15 gennaio 1991 (22 anni)  | 12    | 2    | Barcellona        |
| 6  | C    | Iñigo Martínez     | 17 maggio 1991 (22 anni)   | 10    | 0    | Real Sociedad     |
| 7  | C    | Sergio Canales     | 16 febbraio 1991 (22 anni) | 9     | 6    | Valencia          |
| 8  | C    | Koke               | 8 gennaio 1992 (21 anni)   | 8     | 1    | Atlético Madrid   |
| 9  | A    | Rodrigo            | 6 marzo 1991 (22 anni)     | 12    | 14   | Benfica           |
| 10 | C    | Thiago Alcántara   | 11 aprile 1991 (22 anni)   | 16    | 3    | Barcellona        |
| 11 | A    | Cristian Tello     | 11 agosto 1991 (21 anni)   | 8     | 2    | Barcellona        |
| 12 | A    | Álvaro Morata      | 23 ottobre 1992 (20 anni)  | 0     | 0    | Real Madrid       |
| 13 | P    | Diego Mariño       | 9 maggio 1990 (23 anni)    | 6     | 0    | Villarreal        |
| 14 | C    | Ignacio Camacho    | 4 maggio 1990 (23 anni)    | 6     | 0    | Málaga            |
| 15 | D    | Marc Muniesa       | 27 marzo 1992 (21 anni)    | 4     | 0    | Barcellona        |
| 16 | D    | Álvaro González    | 8 gennaio 1990 (23 anni)   | 0     | 0    | Real Saragozza    |
| 17 | C    | Pablo Sarabia      | 11 maggio 1992 (21 anni)   | 11    | 2    | Getafe            |
| 18 | D    | Alberto Moreno     | 5 luglio 1992 (20 anni)    | 2     | 0    | Sevilla           |
| 19 | A    | Iker Muniain       | 19 dicembre 1992 (20 anni) | 16    | 3    | Athletic Bilbao   |
| 20 | D    | Daniel Carvajal    | 11 gennaio 1992 (21 anni)  | 2     | 0    | Bayer Leverkusen  |
| 21 | A    | Álvaro Vázquez     | 27 aprile 1991 (22 anni)   | 13    | 6    | Getafe            |
| 22 | C    | Isco               | 21 aprile 1992 (21 anni)   | 11    | 6    | Málaga            |
| 23 | P    | Joel Robles        | 17 giugno 1990 (22 anni)   | 2     | 0    | Wigan Athletic    |